# Phacelia heterophylla
Phacelia heterophylla är en strävbladig växtart som beskrevs av Frederick Traugott Pursh. Phacelia heterophylla ingår i Faceliasläktet som ingår i familjen strävbladiga växter. Utöver nominatformen finns också underarten P. h. virgata.

## Bildgalleri

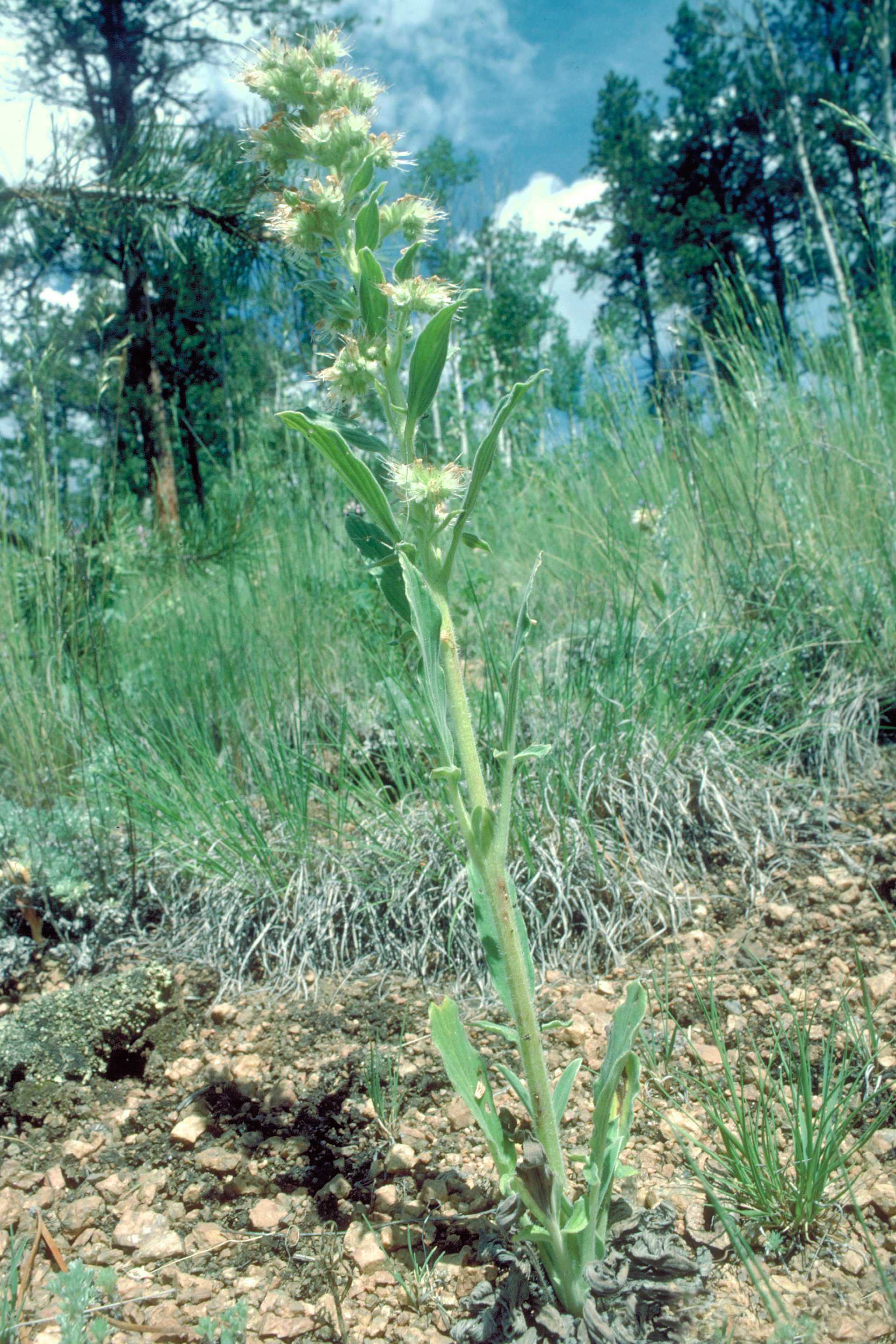
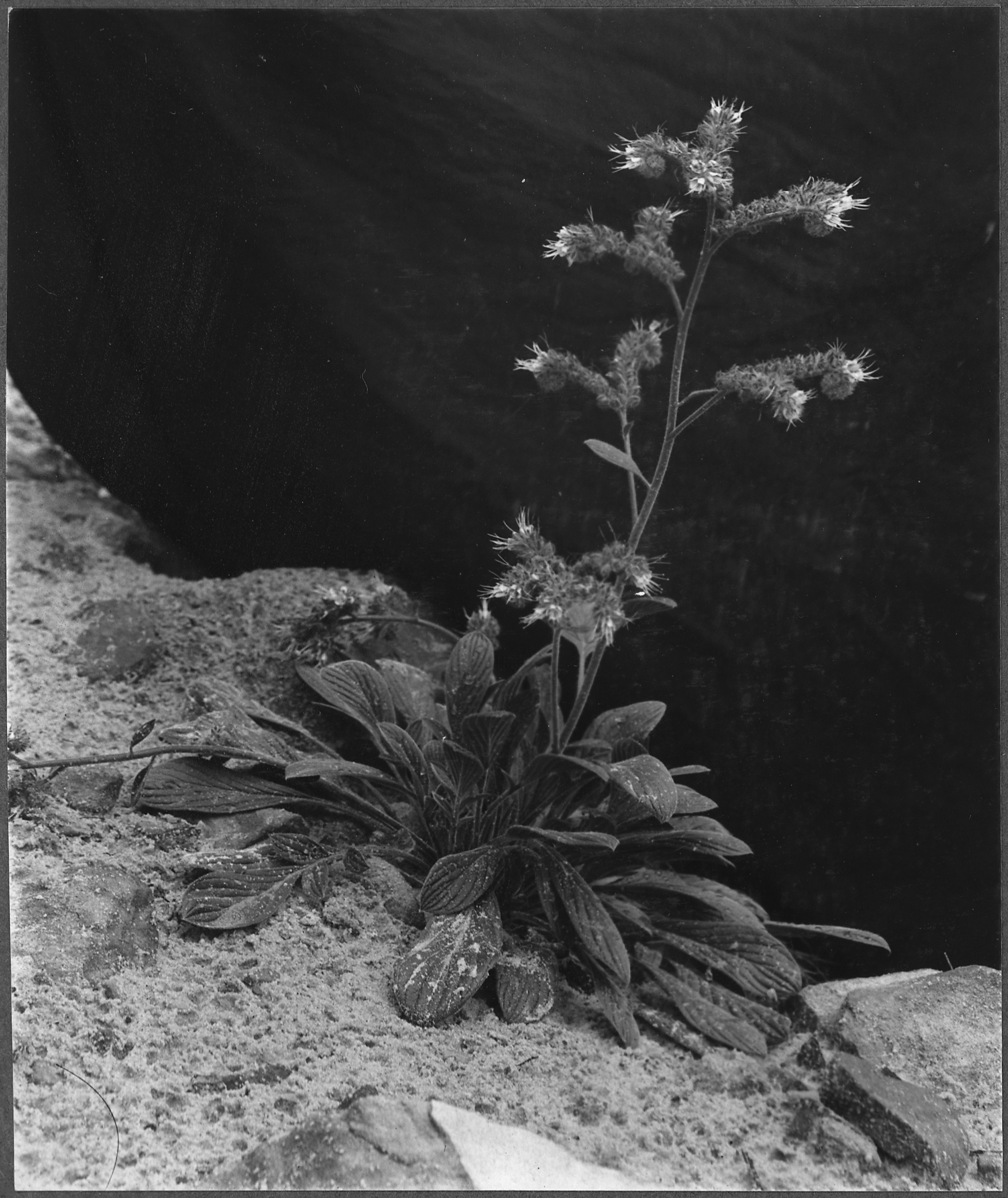